# Blaesodactylus
Genre
Blaesodactylus est un genre de geckos de la famille des Gekkonidae.

## Répartition
Les six espèces de ce genre sont endémiques de Madagascar.

## Liste des espèces
Selon The Reptile Database (03 mars 2017) :
- Blaesodactylus ambonihazo Bauer, Glaw, Gehring & Vences, 2011
- Blaesodactylus antongilensis (Böhme & Meier, 1980)
- Blaesodactylus boivini (Duméril, 1856)
- Blaesodactylus microtuberculatus Jono, Bauer, Brennan & Mori, 2015
- Blaesodactylus sakalava (Grandidier, 1867)
- Blaesodactylus victori Ineich, Glaw & Vences, 2016

## Taxinomie
Ce genre était précédemment considéré comme un synonyme d'Homopholis.

## Publication originale
- Boettger, 1893 : Katalog der Reptilien-Sammlung im Museum der Senckenbergischen Naturforschenden Gesellschaft in Frankfurt am Main. I. Teil (Rhynchocephalen, Schildkröten, Krokodile, Eidechsen, Chamäleons). Gebrüder Knauer, Frankfurt am Main, p. 1-140 (texte intégral).